# Grader i Skytteförbundet Strzelec

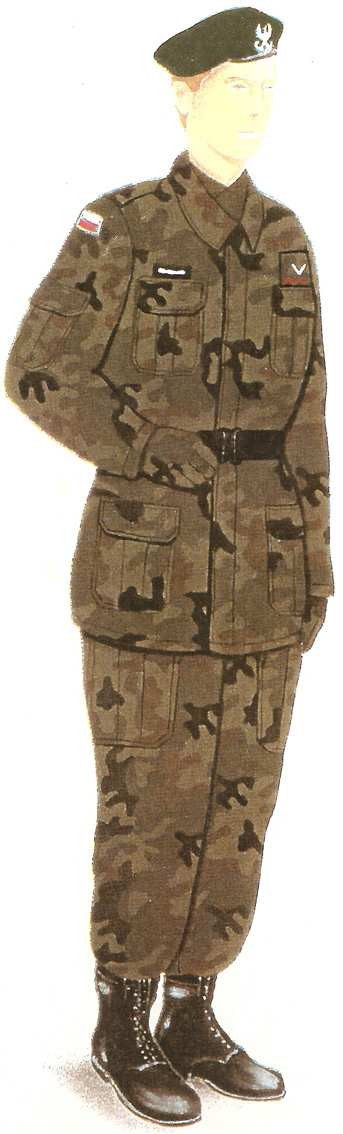
Fältuniform modell 1999 för skytteförbundet "Strzelec".

Grader i Skytteförbundet "Strzelec" visar den hierarkiska ordningen i ZS „Strzelec” OSW, en frivillig försvarsorganisation i Polen, som driver sin verksamhet i samarbete med försvarsministeriet, gränsbevakningsväsendet, civilförsvaret och det polska scoutförbundet. Det är en fortsättning på den frivilliga skytterörelse som fanns i det fria Polen under mellankrigstiden.

## Skyttar
| Gradbeteckning                |                                         |                                                     |
| Tjänstgöringsgrad förkortning | strzelec Związku Strzeleckiego strz. ZS | starszy strzelec Związku Strzeleckiego st. strz. ZS |

## Underofficerare
| Gradbeteckning                |                                         |                                          |                                          |                                                      |
| Tjänstgöringsgrad förkortning | sekcyjny Związku Strzeleckiego sekc. ZS | drużynowy Związku Strzeleckiego druż. ZS | plutonowy Związku Strzeleckiego plut. ZS | starszy plutonowy Związku Strzeleckiego st. plut. ZS |

| Gradbeteckning                |                                          |                                                      |
| Tjänstgöringsgrad förkortning | sierżant Związku Strzeleckiego sierż. ZS | starszy sierżant Związku Strzeleckiego st. sierż. ZS |

## Officerare
| Gradbeteckning                |                                                    |                                        |                                                    |
| Tjänstgöringsgrad förkortning | młodszy chorąży Związku Strzeleckiego mł. chor. ZS | chorąży Związku Strzeleckiego chor. ZS | starszy chorąży Związku Strzeleckiego st. chor. ZS |

| Gradbeteckning                |                                                      |                                          |                                                      |
| Tjänstgöringsgrad förkortning | młodszy inspektor Związku Strzeleckiego mł. insp. ZS | inspektor Związku Strzeleckiego insp. ZS | starszy inspektor Związku Strzeleckiego st. insp. ZS |

| Gradbeteckning                |                                          |
| Tjänstgöringsgrad förkortning | brygadier Związku Strzeleckiego bryg. ZS |